# Christiaan Hengeveld
Christiaan Hengeveld (Deventer, 24 maart 1880 – Zeist, 11 februari 1964) was een Nederlands musicus en dirigent.
Hij is zoon van Christiaan Hengeveld en Hendrika van ’t Laar. Hij was getrouwd met Theodora Tamboer; hun zoon Gerard Hengeveld werd bekend pianist/componist.
Hij was grotendeels autodidact; hij zou van origine kantoormedewerker worden. Zijn vader overleed vroeg en dus moest Christiaan Hengeveld op dertienjarige leeftijd van school. Zijn liefhebberij de muziek nam langzaamaan de overhand en hij bespeelde viool en klarinet met neveninstrumenten piano en orgel. Zo werd hij op zeventienjarige leeftijd dirigent van een zangvereniging in Bathmen en een amateurorkest in Deventer. Hij vertrok naar Amsterdam om er violist te worden bij het operagezelschap van de Groot, dat echter na drie maanden failliet ging. Hij werd daarop muziekdocent in Deventer en organist in de Bergkerk. Hij kon invallen bij de muziekschool in Deventer en werd in 1901 klarinettist bij het Stedelijk Orkest Kampen. Toen de toenmalige eerste dirigent Abraham Johannes Gaillard overleed, kon Hengeveld het dirigeerstokje overnemen. Hij werd rond die tijd ook leider van het Kampener Mannenkoor en zangvereniging Hallelujah in Zwolle. Hij klom op tot directeur van de muziekschool in Kampen. Als solist was hij in Kampen en omstreken te horen. In 1926 vierde hij zijn zilveren jubileum. In 1934 viel het doek voor het orkest, dat als stichting en vereniging verder ging en in 2018 nog actief is, waarbij zoon Chris Hengeveld jr. ook enige tijd de baton hanteerde.
Van zijn hand verscheen ook een beperkt aantal composities:
- opera in drie bedrijven getiteld Marion
- operette Het gouden kruis
- kinderoperette De verrassing van Breda voor solisten, kinderkoor en strijkorkest (1909)
- Kampen’s Stedelied
- een aantal composities voor harmonieorkest, waaronder een fluit- en kleppermars